# Erateina tentaculifera
Erateina tentaculifera là một loài bướm đêm trong họ Geometridae.